# Hollywood United Methodist Church
La Hollywood United Methodist Church est une église protestante américaine située à Hollywood, le quartier de Los Angeles, en Californie. Livrée en 1930, cette église méthodiste unie est protégée par la ville depuis 1981.